# Santa Claus (Indiana)
Santa Claus è una città degli Stati Uniti d'America, situata nello Stato dell'Indiana e in particolare nella Contea di Spencer.